# Владан Маркович
Владан Маркович (20 березня 1977) — сербський плавець.
Учасник Олімпійських Ігор 1996, 2000, 2004, 2008 років.